# Veinte mil leguas de viaje submarino (película de 1985)
Veinte mil leguas de viaje submarino (20,000 Leagues Under the Sea en inglés) es una película animada de 1985 dirigida por Geoff Collins. Es una adaptación de la obra de ciencia ficción del escritor francés Julio Verne, Veinte mil leguas de viaje submarino, tras una adaptación de Stephen MacLean. La película consta con 50 minutos de duración y emplea la voz de Tom Burlinson en el papel de Ned Land. La película fue producida por Tim Brooke-Hunt para la productora australiana Burbank Films Australia y estrenada a través de la televisión. En la actualidad los másteres y los derechos sobre el filme forman parte del dominio público.

## Reparto
| Actor             | Personaje |
| ----------------- | --------- |
| Tom Burlinson     | Ned Land  |
| Colin Borgonon    |           |
| Paul Woodson      |           |
| Liz Horne         |           |
| Alistar Duncan    |           |
| Gilbert Christian |           |